# Jens Weißflog
Jens Weißflog (Breitenbrunn, 21 luglio 1964) è un ex saltatore con gli sci tedesco.
Fino alla riunificazione tedesca gareggiò per la nazionale della Germania Est. Campione olimpico e mondiale, fu anche il primo sciatore ad aver vinto quattro volte il Torneo dei quattro trampolini (1984, 1985, 1991 e 1996).

## Biografia

### Carriera sciistica

#### Stagioni 1981-1987
Nato a Erlabrunn di Breitenbrunn, nell'allora Germania Est, Jens Weißflog esordì in Coppa del Mondo sedicenne, il 30 dicembre 1980 a Oberstdorf (90°), ma iniziò a gareggiare regolarmente solo nella stagione 1982-1983. Ottenne il primo podio il 1º gennaio 1983 a Garmisch-Partenkirchen (3°) e la prima vittoria il 6 gennaio successivo a Bischofshofen.
L'anno dopo arrivarono i primi successi importanti: in gennaio la vittoria nel prestigioso Torneo dei quattro trampolini, in febbraio la medaglia d'oro sul trampolino normale e quella d'argento sul trampolino lungo ai XIV Giochi olimpici invernali di Sarajevo 1984, in marzo la conquista della Coppa del Mondo.
All'inizio del 1985 Weißflog si ripeté vincendo il Torneo per la seconda volta. Ai Mondiali di Seefeld in Tirol, in Austria, si laureò campione del mondo dal trampolino normale. Ottenne anche il secondo posto ai Mondiali di volo di Planica, però gli sfuggì la Coppa del Mondo, dove si classificò quarto.

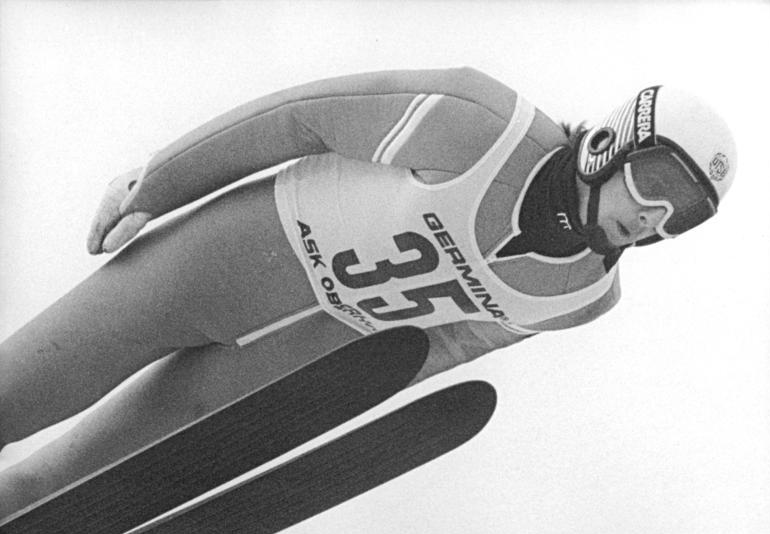
Jens Weißflog in gara ai Campionati nazionali di Oberwiesenthal 1989, prima dell'adozione definitiva dello stile a V

Nel 1985 lo svedese Jan Boklöv rivoluzionò il salto con gli sci proponendo il nuovo "stile a V"; gli altri saltatori si affrettarono ad adottare la nuova tecnica, ma non tutti riuscirono subito ad adeguarsi a un cambiamento così radicale. Anche Weißflog fece fatica ad impadronirsi dello stile a V, e, complici anche alcuni infortuni, per qualche anno non ottenne più risultati di eccellenza.

#### Stagioni 1988-1996
Weißflog ritornò competitivo alla fine degli anni ottanta. Ai XV Giochi olimpici invernali di Calgary 1988 fu 9° nel trampolino normale e 31° nel trampolino lungo; nel 1989 ai Mondiali di Lahti, in Finlandia, vinse il titolo mondiale sul trampolino normale e arrivò secondo sul trampolino lungo. Nel 1990 vinse il bronzo ai Mondiali di volo di Vikersund; nel 1991 vinse per la terza volta il Torneo e ottenne il bronzo nella gara dal trampolino lungo ai Mondiali della Val di Fiemme, in Italia.
Ai XVI Giochi olimpici invernali di Albertville 1992 fu 9° nel trampolino normale, 33° nel trampolino lungo e 5° nella gara a squadre, mentre nell'edizione successiva di Lillehammer 1994, a dieci anni di distanza da Sarajevo 1984, Weißflog si laureò di nuovo campione olimpico vincendo due medaglie d'oro, una individuale nel trampolino lungo e una nella gara a squadre; nel trampolino normale fu quarto. Nel 1996 vinse per la quarta volta il Torneo, risultato eguagliato nel 2006 dal finlandese Janne Ahonen (che l'avrebbe in seguito superato con la vittoria del 2008). A fine stagione si ritirò dalle competizioni, con 32 vittorie in Coppa del Mondo all'attivo in 15 stagioni.

### Altre attività
Dopo il ritiro ha intrapreso le attività di albergatore e di commentatore sportivo per le gare di salto per una rete televisiva tedesca.

## Palmarès

### Olimpiadi
- 4 medaglie:
  - 3 ori (trampolino normale[3] a Sarajevo 1984; trampolino lungo, gara a squadre a Lillehammer 1994)
  - 1 argento (trampolino lungo[3] a Sarajevo 1984)

### Mondiali
- 8 medaglie:
  - 2 ori (trampolino normale a Seefeld in Tirol 1985; trampolino normale a Lahti 1989)
  - 2 argenti (trampolino lungo a Lahti 1989; gara a squadre a Thunder Bay 1995)
  - 4 bronzi (gara a squadre a Seefeld in Tirol 1985; trampolino lungo, gara a squadre a Val di Fiemme 1991; trampolino lungo a Thunder Bay 1995)

### Mondiali di volo
- 2 medaglie:
  - 1 argento (individuale a Planica 1985)
  - 1 bronzo (individuale a Vikersund 1990)

### Coppa del Mondo
- Vincitore della Coppa del Mondo nel 1984
- 76 podi (70 individuali, 6 a squadre), oltre a quelli conquistati in sede olimpica e validi anche ai fini della Coppa del Mondo:
  - 32 vittorie (31 individuali, 1 a squadre)
  - 21 secondi posti (18 individuali, 3 a squadre)
  - 23 terzi posti (21 individuali, 2 a squadre)

#### Coppa del Mondo - vittorie
| Data             | Località               | Nazione        | Trampolino                                                              |
| ---------------- | ---------------------- | -------------- | ----------------------------------------------------------------------- |
| 6 gennaio 1983   | Bischofshofen          | Austria        | Paul Ausserleitner K106                                                 |
| 1º gennaio 1984  | Garmisch-Partenkirchen | Germania Ovest | Große Olympiaschanze K107                                               |
| 4 gennaio 1984   | Innsbruck              | Austria        | Bergisel K106                                                           |
| 6 gennaio 1984   | Bischofshofen          | Austria        | Paul Ausserleitner K111                                                 |
| 11 gennaio 1984  | Cortina d'Ampezzo      | Italia         | Italia K92                                                              |
| 15 gennaio 1984  | Liberec                | Cecoslovacchia | Ještěd K115                                                             |
| 24 marzo 1984    | Planica                | Jugoslavia     | Srednija K95                                                            |
| 1º gennaio 1985  | Garmisch-Partenkirchen | Germania Ovest | Große Olympiaschanze K107                                               |
| 17 febbraio 1985 | Engelberg              | Svizzera       | Gross-Titlis-Schanze K120                                               |
| 6 dicembre 1986  | Thunder Bay            | Canada         | Big Thunder K89                                                         |
| 24 gennaio 1988  | Engelberg              | Svizzera       | Gross-Titlis-Schanze K120                                               |
| 22 gennaio 1989  | Oberhof                | Germania Est   | Rennsteig K90                                                           |
| 5 marzo 1989     | Oslo                   | Norvegia       | Holmenkollen K105                                                       |
| 8 marzo 1989     | Örnsköldsvik           | Svezia         | Paradiskullen K82                                                       |
| 25 marzo 1989    | Planica                | Jugoslavia     | Srednija K92                                                            |
| 26 marzo 1989    | Planica                | Jugoslavia     | Bloudkova velikanka K120                                                |
| 17 dicembre 1989 | Sapporo                | Giappone       | Ōkurayama K115                                                          |
| 1º gennaio 1990  | Garmisch-Partenkirchen | Germania Ovest | Große Olympiaschanze K107                                               |
| 17 gennaio 1990  | Zakopane               | Polonia        | Wielka Krokiew K116                                                     |
| 30 dicembre 1990 | Oberstdorf             | Germania       | Schattenberg K115                                                       |
| 1º gennaio 1991  | Garmisch-Partenkirchen | Germania       | Große Olympiaschanze K107                                               |
| 12 dicembre 1993 | Planica                | Slovenia       | Letalnica K120                                                          |
| 14 dicembre 1993 | Predazzo               | Italia         | Giuseppe Dal Ben K90                                                    |
| 30 dicembre 1993 | Oberstdorf             | Germania       | Schattenberg K115                                                       |
| 22 gennaio 1994  | Sapporo                | Giappone       | Miyanomori K90                                                          |
| 23 gennaio 1994  | Sapporo                | Giappone       | Ōkurayama K115                                                          |
| 5 marzo 1994     | Lahti                  | Finlandia      | Salpausselkä K90                                                        |
| 25 marzo 1994    | Thunder Bay            | Canada         | Big Thunder K120 (con Gerd Siegmund, Christof Duffner e Hansjörg Jäkle) |
| 27 marzo 1994    | Thunder Bay            | Canada         | Big Thunder K90                                                         |
| 29 gennaio 1995  | Lahti                  | Finlandia      | Salpausselkä K115                                                       |
| 6 gennaio 1996   | Bischofshofen          | Austria        | Paul Ausserleitner K106                                                 |
| 20 gennaio 1996  | Sapporo                | Giappone       | Miyanomori K90                                                          |
| 17 febbraio 1996 | Iron Mountain          | Stati Uniti    | Pine Mountain K120                                                      |

#### Torneo dei quattro trampolini
- Vincitore del Torneo dei quattro trampolini nel 1984, nel 1985, nel 1991 e nel 1996
- 29 podi di tappa[3]:
  - 10 vittorie
  - 11 secondi posti
  - 8 terzi posti

## Riconoscimenti
Nel 1990 fu premiato con la medaglia Holmenkollen, il prestigioso riconoscimento per i campioni dello sci nordico.